# Fernando Arrabal

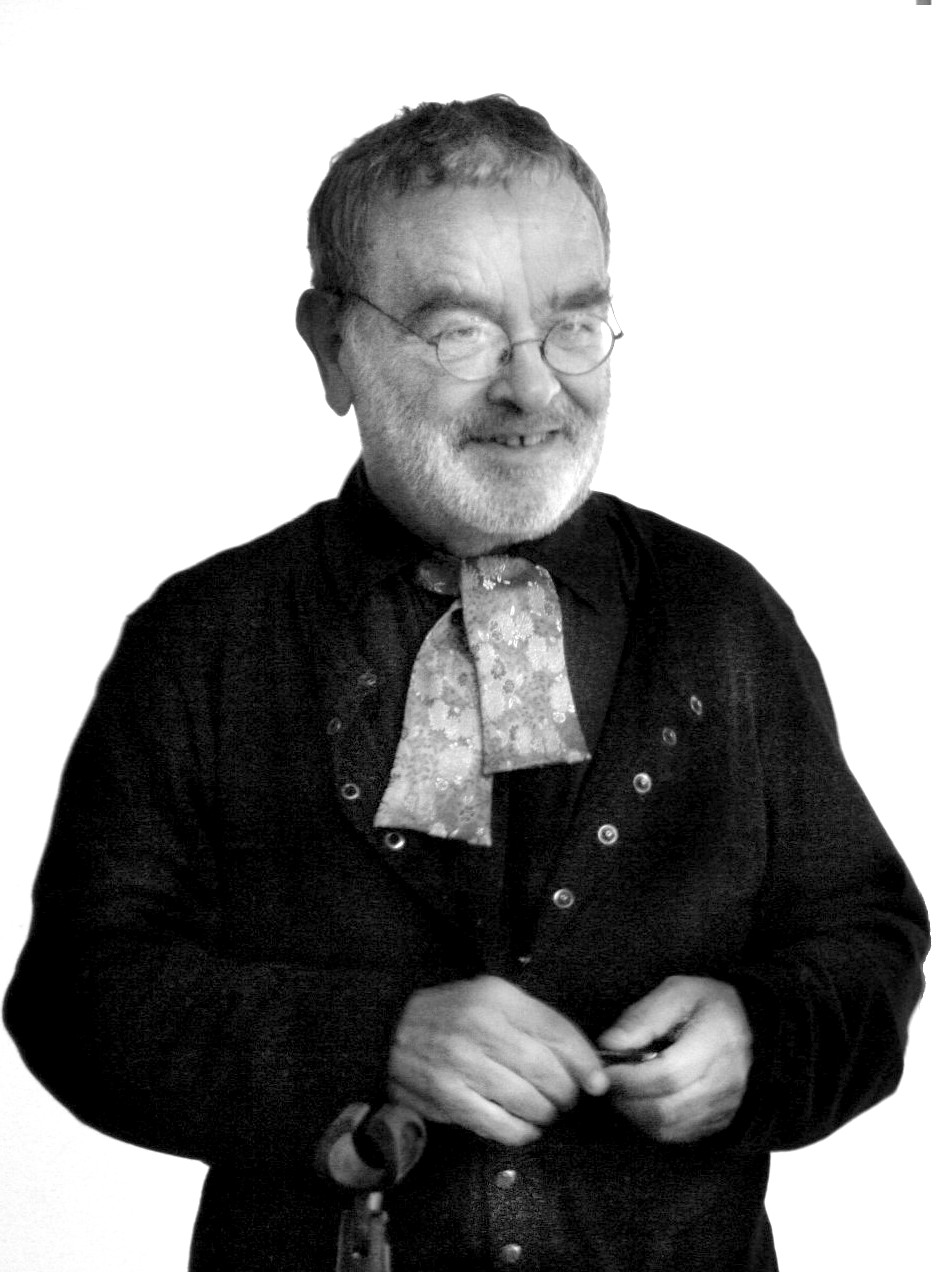
Fernando Arrabal nach einem Vortrag anlässlich des Erlanger ARENA-Festivals im Juni 2008

Fernando Arrabal Terán (* 11. August 1932 in Melilla, Spanien) ist ein spanisch-französischer Schriftsteller, Dichter und Dramatiker des absurden Theaters.

## Leben
Lesen und Schreiben lernte Fernando Arrabal in Ciudad Rodrigo bei Salamanca. Er wurde mit zehn Jahren als hochbegabt ausgezeichnet und studierte an der Universität Complutense Madrid.
Nachhaltige Spuren hinterließ das mysteriöse Verschwinden des Vaters, der nach seinem Todesurteil geflohen war. Der Dichter Vicente Aleixandre sieht das gesamte Werk Arrabals als – infolge eines Traumas – von einem moralischen Licht geprägt.
1956 ging Arrabal nach Paris ins Exil. 1976 wirkte er in Rosa von Praunheims New-York-Film Underground and Emigrants  mit.
Arrabal drehte sieben Langspielfilme und publizierte etwa 100 Theaterstücke, 700 Gedichtbände, viele Essays und den bekannten Brief an General Franco zu dessen Lebzeiten. Sein dramatisches Werk (in Spanien in zwei Bänden mit über 2000 Seiten) Colección Clásicos Castellanos des Verlags Espasa wurde vielfach übersetzt (in Frankreich beim Verlag Christian Bourgois und Actes Sud).
Arrabal war Mitbegründer des „Mouvement Panique“ mit Roland Topor und Alejandro Jodorowsky. Seit 1990 ist er „Transcendent Satrape“ (Außerordentlicher Satrap) des „Collège de ’Pataphysique“.

„Ein verrücktes, brutales, spritziges, lustvoll provozierendes Theater. Ein dramaturgisches Potlatsch, wo sich das Gerippe unserer ‘Fortschritts’-Gesellschaft verkohlt auf der feierlichen Rampe in einer permanenten Revolution befindet. Von Kafka erbte er die Klarheit, von Jarry den Humor. Die Heftigkeit hat er von de Sade und Artaud. Mit seinem Hohn ist er jedoch am weitesten gegangen. Tief politisch und fröhlich spielerisch, revoltierend und boheme ist dieser ein Syndrom von Stacheldraht und Goulags unseres Jahrhunderts.“

Arrabal ist seit 1958 mit der französischen Schriftstellerin und Übersetzerin Luce Moreau (* 1933) verheiratet.

## Auszeichnungen
Obgleich er einer der umstrittensten Autoren seiner Zeit war, erfuhr Arrabals Werk weltweit Anerkennung.
- Großer Theaterpreis der Academie Française
- Romanpreis Nabakov
- Prix Espasa d’essai
- Prix World Theater
- Prix Nadal du Roman (1982 für La torre herida por el rayo)

Camilo José Cela nominierte ihn für die Endrunde des Cervantespreises. Nach „Le Mage“ soll er für den Nobelpreis u. a. von Francisco Torres Monreal von der Universität Murci nominiert worden sein.
Am 14. Juli 2005 wurde ihm die Mitgliedschaft der Ehrenlegion verliehen.

## Romane
- Baal Babylone. (1959)
- L’enterrement de la sardine.
- Fêtes et rites de la confusion. (Le Terrain Vague, 1967) (Riten und Feste der Konfusion, Josef Melzer Verlag, 1969)
- El mono.
- La tour prends garde. (Originalausgabe: „La torre herida por el rayo“: Ediciones Destino SA, Madrid 1983)
  - Hohe Türme trifft der Blitz. Kiepenheuer & Witsch, Köln 1986, ISBN 3-462-01772-1.
    - als dtv Taschenbuch, München 1989, ISBN 3-423-10998-X.
- La vierge rouge.
- La fille de King-Kong.
- La tueuse du jardin d’hiver.
- Lévitation.
- Porté disparu.
- L’extravagante croisade d’un castrat amoureux.
- Lévitation.
- Champagne pour tous.

## Poetisches Werk
- 700 Bücher illustriert von Pablo Picasso, Salvador Dalí, René Magritte, Roland Topor, Dorothée Bouchard, Gustavo Charif, Enrico Baj und anderen.

- Humbles Paradis
- Pierre de la Folie

## Dramatisches Werk
Arrabal publizierte hundert Theaterstücke in 19 Bänden weltweit.
- Le Tricycle. (1953)
- Fando et Lis. (1955)
- Pique-nique en campagne. (1959), erste Opernfassung „Picknick im Felde“ von Otfried Büsing (UA Musikhochschule Freiburg 1997, Verlag edition gravis, Berlin), zweite Opernfassung Picknick im Felde von Constantinos Stylianou, UA am 20. Februar 2009 Landestheater Linz
- Guernica. (1959)
- La Bicyclette du condamné. (1959)
- Le Grand Cérémonial. (1963)
- L’Architecte et l’Empereur d’Assyrie. (1966) (Der Architekt und der Kaiser von Assyrien, Kiepenheuer & Witsch, 1971, Pocket 19)
- La communion solennelle. (1967) (Feierliche Kommunion, Kiepenheuer & Witsch, 1971, Pocket 19)
- Les amours impossibles. (Die unmöglichen Liebschaften, Kiepenheuer & Witsch, 1971, Pocket 19)
- Et ils passèrent des memottes aux fleurs. (Und sie legen den Blumen Handschellen an, Kiepenheuer & Witsch, 1971, Pocket 19)
- Le Jardin des délices. (1967)
- Le Labyrinthe. (1967) (Das Labyrinth, enthalten in Schwarzes Theater, Hermann Luchterhand Verlag, 1963)
- L’Aurore rouge et noire. (1968)
- Bestialité érotique. (1968)
- Le Ciel et la Merde. (1972)
- Le Cimetière des voitures. (1959)
- La nuit est aussi un soleil
- Jeunes barbares d’aujourd’hui
- ...Et ils passèrent des menottes aux fleurs
- La tour de Babel
- Inquisition
- Les délices de la chair
- La traversée de l’empire
- Lettre d’amour (comme un supplice chinois)

- „L’Architect et l’Empéreur d’Assyrie“, Der Architekt und der Kaiser von Assyrien, geschrieben in der zweiten Schaffensperiode als Dramaturg, ist eines seiner wichtigsten Stücke.

Arrabal ist der heutzutage meistgespielte spanische Autor (siehe Aufführungsliste: www.arrabal.org).

## Filmisches Werk
- 1968: Vöglein, Vöglein an der Wand (Le grand cérémonial) – Darsteller und literarische Vorlage
- 1968: Fando y Lis – Drehbuch, basierend auf seinem Theaterstück
- 1970: Viva la muerte – Es lebe der Tod (Viva la muerte) – literarische Vorlage, Drehbuch und Regie
- 1973: Ich werde laufen wie ein verrücktes Pferd (J’irai comme un cheval fou) – Drehbuch
- 1976: Underground and Emigrants – Darsteller
- 1975: L’Arbre de Guernica – Drehbuch
- 1979: Die Hamburger Krankheit – Darsteller
- 1982: The emperor of Peru – Drehbuch und Regie
- 1983: Le Cimetière des voitures – Darsteller
- 1992: Adieu Babylone
- 1982: Das königliche Spiel (The great chess movie) – Darsteller
- 2006: Avida – Darsteller

## Essays
- La dudosa luz del día
- Un esclave nommé Cervantès
- Le Gréco
- Goya-Dalí
- Bobby Fischer
- Echecs et mythes
- Fêtes et défaites sur l’échiquier
- Les échecs féériques et libertaires
- Le frénétique du spasme. (1991)
- Lettre au général Franco
- Lettre à Fidel Castro. (1984)
- Lettre à Staline
- Houellebecq!

Arrabal schreibt seit dreißig Jahren in der französischen Express eine Schach-Kolumne.
Seine „Arrabalesken“ erscheinen jeden Sonntag in El Mundo.
Er verfasst häufig den Leitartikel (la tercera) für ABC.
Von Zeit zu Zeit schreibt er in El País.